# دره‌های کالچاکی

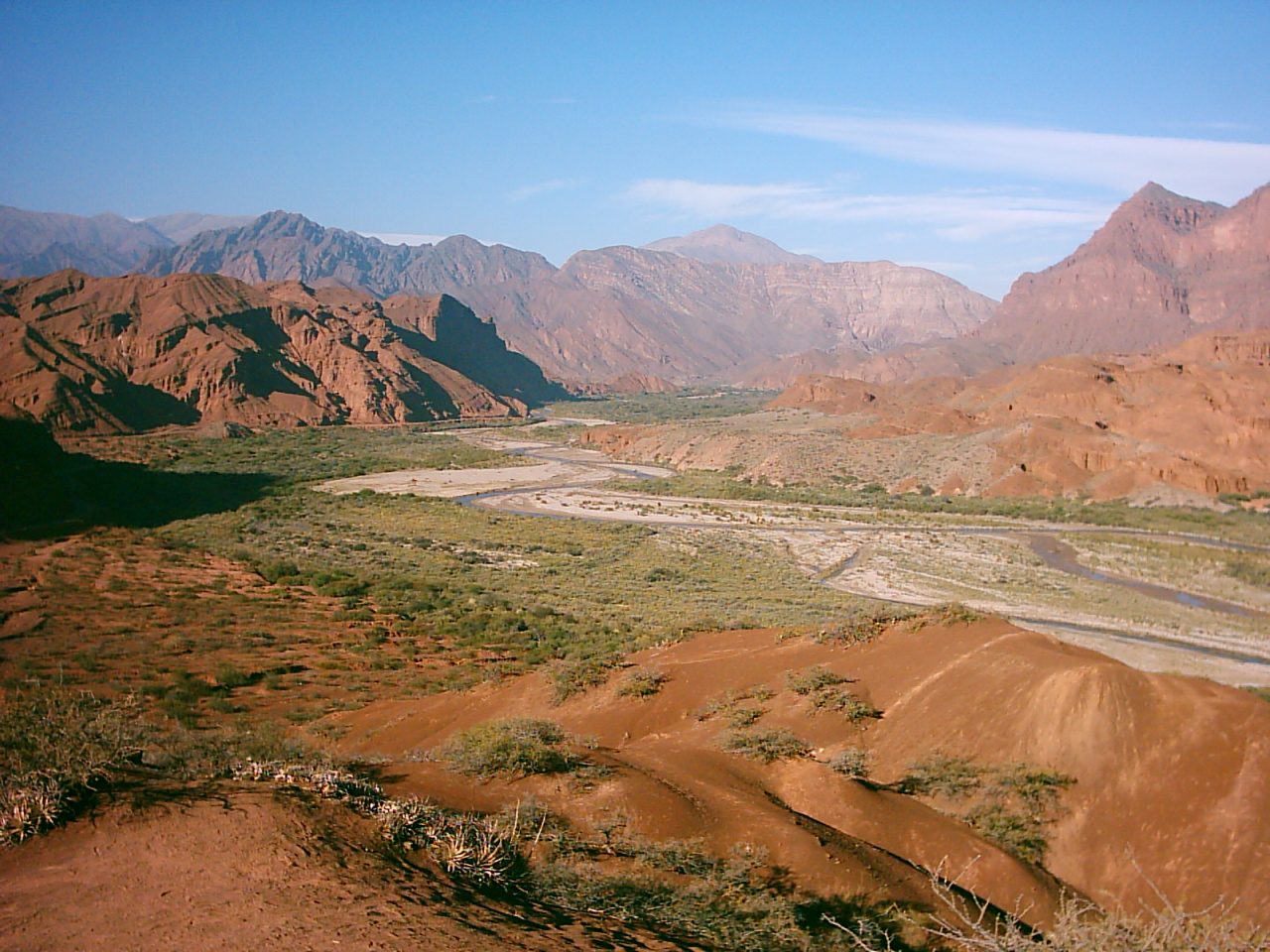
کالچاکی

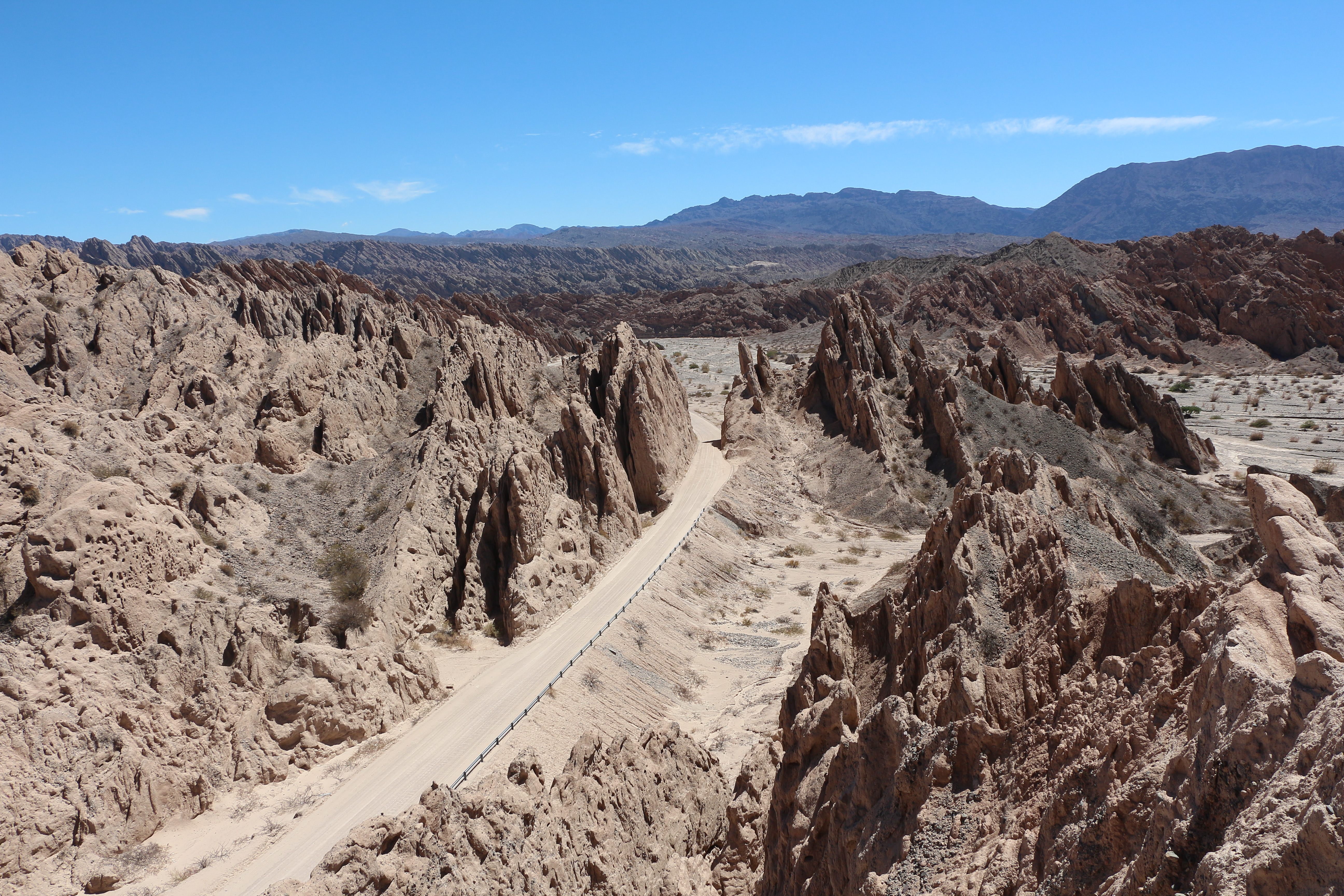

درهٔ کالچاکی (اسپانیایی: Valles Calchaquíes‎) منطقه ای در شمال غربی آرژانتین است که از استان‌های کاتامارکا، توکومان، جوجوی و سالتا می‌گذرد. بیشتر به خاطر تضاد رنگ‌ها و جغرافیای منحصربه‌فردش که از صحرای کوهستانی تا جنگل‌های نیمه گرمسیری را در بر می‌گیرد، شناخته شده‌است.

## تاریخ
انسان‌ها حداقل ۸۰۰۰ سال است که در این دره‌ها زندگی می‌کنند. فرهنگ سانتاماریانو تقریباً از ۱۰۰۰ و ۱۴۸۰ پس از میلاد در دره‌ها رشد کرد. این دوره شاهد رشد جمعیت و کشاورزی آبی بود که شهرها و روستاها در کف دره اصلی و در امتداد نهرهای انشعابی غربی قرار داشتند. خرابه‌های کیلمز در استان توکومان ممکن است حدود ۵۰۰۰ نفر را در اوج دوران خود، در شهر جای داده باشند. این دره‌ها بین سال‌های ۱۴۷۰ تا ۱۴۸۰ توسط امپراتوری اینکا فتح شد. دره‌ها بخشی از استان کولاسویو در جنوب شرقی امپراتوری بودند. اینکاها شبکه راه خود را در منطقه گسترش دادند و قلعه‌ها و زیارتگاه‌هایی بالای کوه ساختند. محصولات غذایی مختص دره‌ها شامل ذرت، سلمک، قارچ، لوبیا و فلفل چیلی بود. فعالیت‌های تولیدی در دره شامل تولید مس و طلا، پوسته دریایی، میکا، ابسیدین، دانه‌های سنگی و سرامیک بود.
اسپانیایی‌ها امپراتوری اینکاها را در دهه ۱۵۳۰ فتح کردند و تا سال ۱۵۴۳ کنترل اینکاها بر دره‌ها از بین رفت. مردم منطقه تا سال ۱۶۵۰ در برابر تسخیر اسپانیا مقاومت کردند. قبایل این منطقه شامل کالچاکی‌ها، تافی‌ها و یوکاویل‌ها (سانتا ماریا) بودند.

## نگارخانه

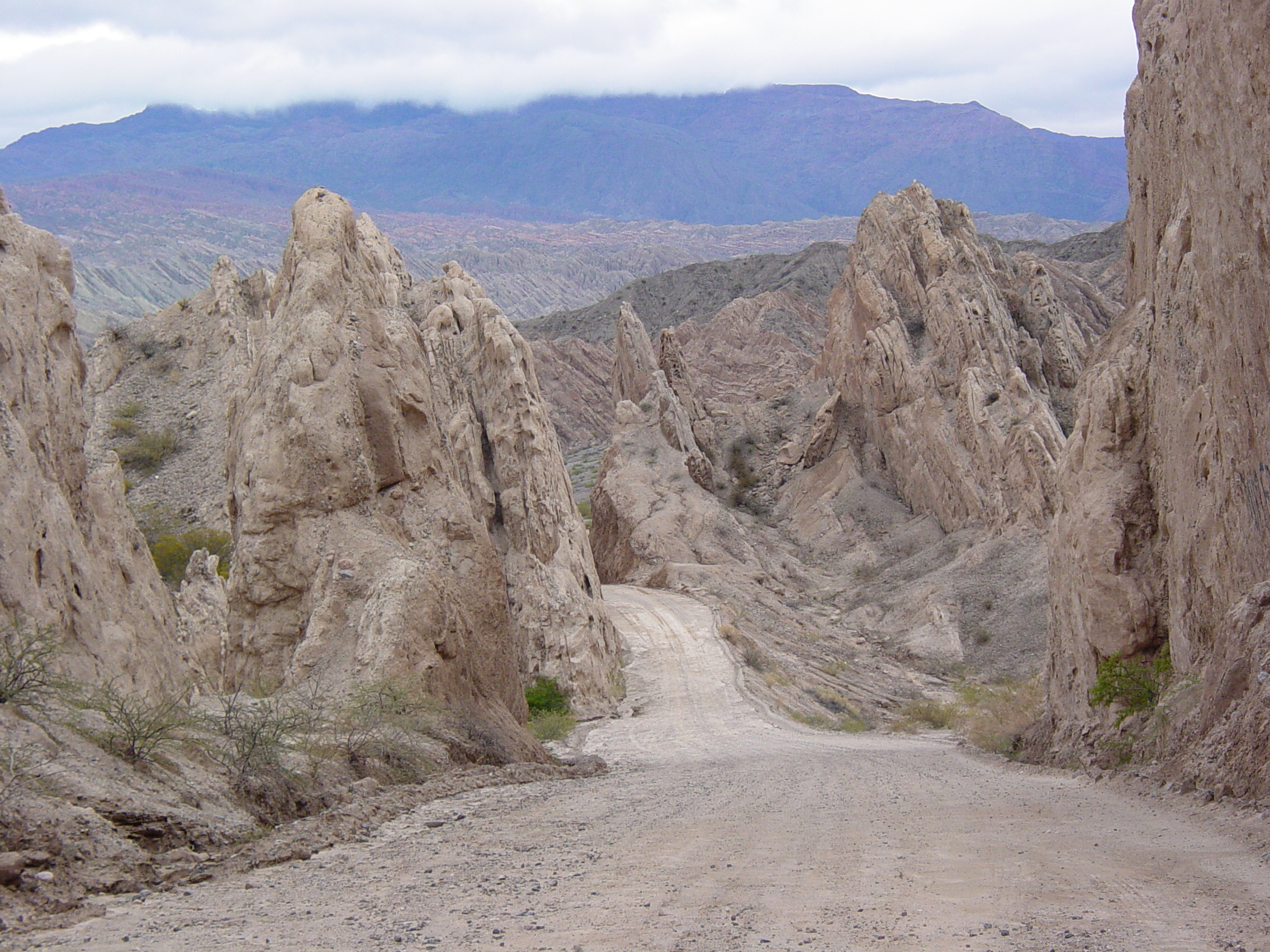
کبرادا د لاس فلچاس
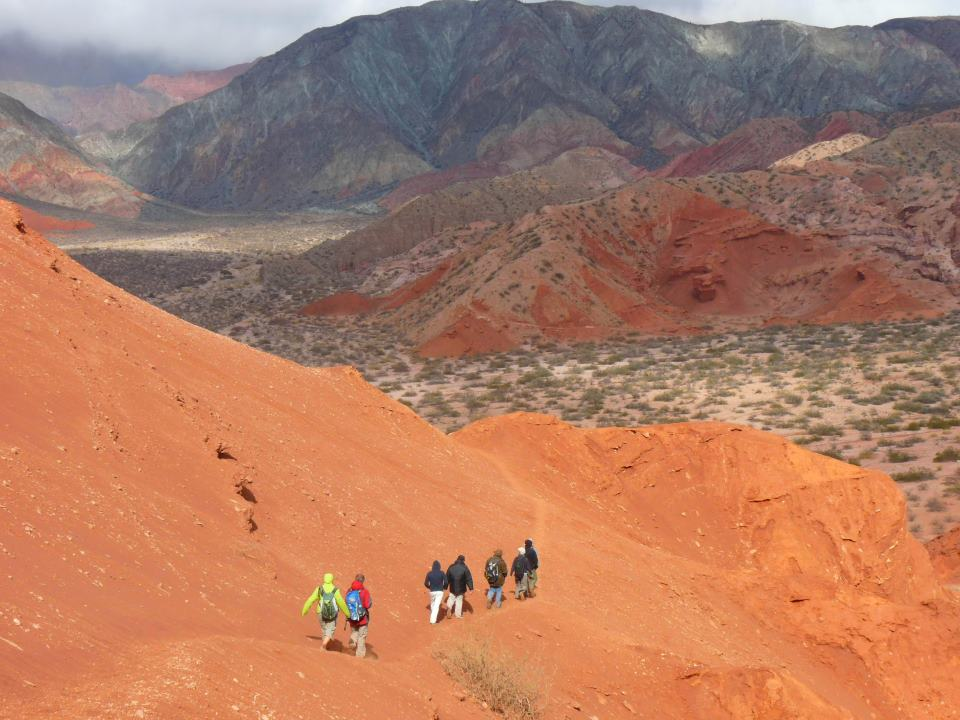
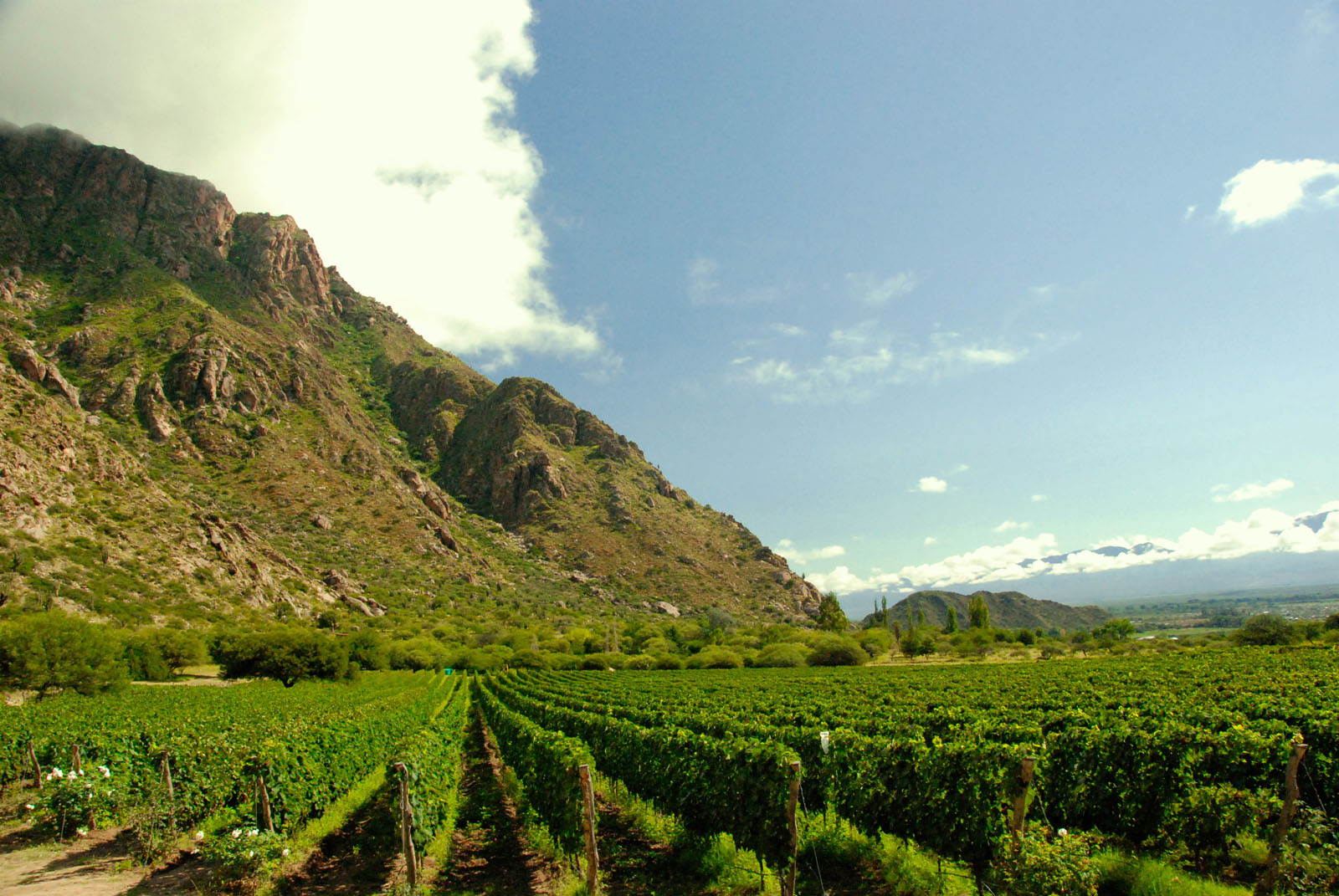
تاکستان‌ها در کافایاته
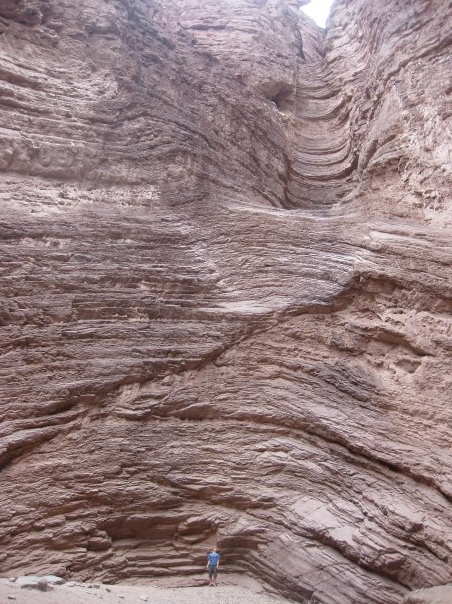
گارگانتا دل دیابلو
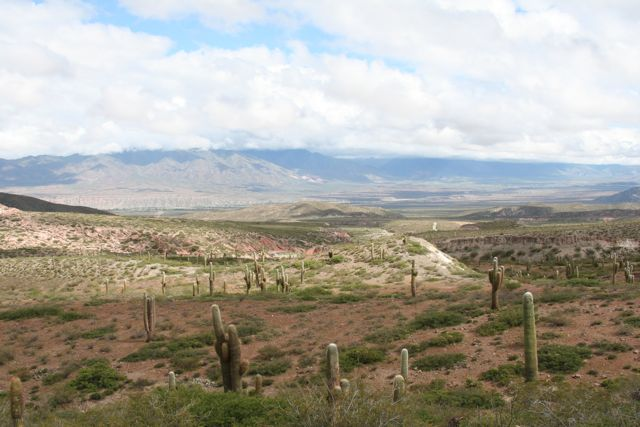
نمای کلی کاچی